# Prentin Do
Prentin Do este un sat din comuna Cetinje, Muntenegru. Conform datelor de la recensământul din 2003, localitatea are 18 locuitori (la recensământul din 1991 erau 27 de locuitori).

## Demografie
În satul Prentin Do locuiesc 15 persoane adulte, iar vârsta medie a populației este de 46,9 de ani (47,1 la bărbați și 46,8 la femei). În localitate sunt 5 gospodării, iar numărul mediu de membri în gospodărie este de 3,60.
|  |

| Demografie | Demografie | Demografie |
| An         | Locuitori  | Locuitori  |
| ---------- | ---------- | ---------- |
|            |            |            |
|            |            |            |
|            |            |            |
|            |            |            |
| 1948       | 303        |            |
| 1953       | 314        |            |
| 1961       | 254        |            |
| 1971       | 201        |            |
| 1981       | 55         |            |
| 1991       | 27         | 27         |
| 2003       | 18         | 18         |

| \| Componența etnică conform recensământului din 2003[2] \| Componența etnică conform recensământului din 2003[2] \| Componența etnică conform recensământului din 2003[2] \| Componența etnică conform recensământului din 2003[2] \| Componența etnică conform recensământului din 2003[2] \| \| ----------------------------------------------------- \| ----------------------------------------------------- \| ----------------------------------------------------- \| ----------------------------------------------------- \| ----------------------------------------------------- \| \| \| \| \| \| \| \| Muntenegreni \| Muntenegreni \| \| 17 \| 94,44% \| \| Sârbi \| Sârbi \| \| 1 \| 5,55% \| \| necunoscută \| necunoscută \| \| 0 \| 0% \| |              |  |    |        |
| Componența etnică conform recensământului din 2003 |              |  |    |        |
| |              |  |    |        |
| Muntenegreni | Muntenegreni |  | 17 | 94,44% |
| Sârbi | Sârbi        |  | 1  | 5,55%  |
| necunoscută | necunoscută  |  | 0  | 0%     |